# Її дивне весілля
«Її дивне весілля» (англ. Her Strange Wedding) — американська драма режисера Джорджа Міддлтона 1917 року.

## У ролях
- Фанні Ворд — Керолін Грейсон
- Джек Дін — доктор Макс Браунелл
- Том Форман — Лі Браунелл
- Вільям Елмер — Пітерс